# مجالس العمل المتحدة
مجالس العمل المتحدة (بالأردية: متحدہ مجلس عمل) هو تحالف سياسي لعدة أحزاب إسلامية باكستانية، نشأ التحالف بعدما اقترح مولانا نعيم صديقي هذا التحالف بين جميع الأحزاب الإسلامية في التسعينات.
سعى قاضي حسين أحمد للتحالف، وبسبب جهوده شُكَّل التحالف في عام 2002 لمعارضة سياسات برويز مشرف لدعم الحرب في أفغانستان. وعزز التحالف موقفه بشكل أكثر كثافة خلال الانتخابات العامة التي أجريت في جميع أنحاء البلاد عام 2002. واحتفظت جمعية علماء الإسلام بقيادة زعيمها رجل الدين فضل الرحمن بأكبر قدر من الزخم السياسي في التحالف، ولا يزال جزء من القيادة يأتي من الجماعة الإسلامية. يحتفظ التحالف بالحكومة المؤقتة لخيبر باختونخوا وهو متحالف مع الجماعة الإسلامية الباكستانية (ق) في بلوشستان.
غادرت جمعية علماء الإسلام التحالف بسبب الخلاف السياسي حول قضايا مقاطعة الانتخابات العامة التي أجريت في عام 2008. وأصبحت جمعية علماء الإسلام فيما بعد جزءًا لا يتجزأ من الحكومة التي يقودها حزب الشعب الباكستاني اليساري، ورفضت إحياء التحالف في عام 2002.